# Eric George
Eric George é um ator, produtor e roteirista americano, conhecido por sua atuação na série da USA Network The Big Easy (1996-1997), o curta-metragem Pretty Boy (1999) e o longa-metragem What's Cooking? (2000). Também já foi modelo para os comerciais de TV Campbell's Soup em 2005 e Avis em 2006.

## Biografia
Eric George começou fazendo pequenos personagens em séries e filmes durante meados dos anos 90, como nas séries: Living Single, The Parent 'Hood, In the House, Barrados no Baile, The Client e no filme Sunset Park.

### The Big Easy
Em 1996, George foi escalado para a série The Big Easy no papel do saxofonista Smiley Dupree, melhor amigo do detetive Remy, e seu informante de rua. George foi junto Tony Crane e Barry Corbin, o único a participar de todos os episódios da série, ao contrário de Karla Tamburrelli e Troy Bryant que saíram no meio da primeira temporada, Susan Walters que atuou somente na primeira temporada e Leslie Bibb que participou somente da segunda temporada.
Após o término da série, Eric George ainda iria participar das séries Malcolm & Eddie, Sports Theater with Shaquille O'Neal, O Desafio, The Parkers, Pensacola: Wings of Gold, NYPD Blue, Any Day Now, Special Unit 2, Dragnet, The District, Malcolm, Bones, In Gayle We Trust, Dexter e  Private Practice e dos filmes Breakdown (1997), Pretty Boy, What's Cooking?, Rhapsody, Final Breakdown, Book of Love: The Definitive Reason Why Men Are Dogs, Whirlygirl e Weather Girls.

## Nos Bastidores
Eric George ainda trabalhou fora das telas, trabalhando como produtor nos longas Final Breakdown (onde foi co-produtor e roteirista, além de atuar como o personagem Marcus) e Book of Love: The Definitive Reason Why Men Are Dogs (onde atuou também como o personagem Will Hart), e no curta The Package, onde trabalhou apenas como produtor.

### Roteiro
George ainda foi o roteirista do filme em longa-metragem Final Breakdown de 2002, onde foi o co-produtor, além de atuar como o personagem Marcus, porém esse foi o único filme roteirizado por Eric George.

## Filmografia

### Séries
| Ano       | Título                               | Título no Brasil  | Papel               | Notas        |
| --------- | ------------------------------------ | ----------------- | ------------------- | ------------ |
| 1995      | Living Single                        |                   | Roger               | 1 episódio   |
| 1995      | The Parent 'Hood                     |                   | Rushion             | 1 episódio   |
| 1995      | In the House                         |                   | Guy                 | 1 episódio   |
| 1996      | Beverly Hills, 90210                 | Barrados no Baile | Frat Guy            | 1 episódio   |
| 1996      | The Client                           |                   | Jazz                | 1 episódio   |
| 1996-1997 | The Big Easy                         |                   | Smiley Dupree       | 35 Episódios |
| 1998      | Malcolm & Eddie                      |                   | Zelman McBride      | 1 episódio   |
| 1998      | Sports Theater with Shaquille O'Neal |                   | Sem nome            | 1 episódio   |
| 1999      | The Practice                         | O Desafio         | Kevin Reynolds      | 1 episódio   |
| 1999      | The Parkers                          |                   | Kevin               | 1 episódio   |
| 2000      | Pensacola: Wings of Gold             |                   | Sgt. Bobby Franklin | 1 episódio   |
| 2000      | NYPD Blue                            |                   | Robbie Wiggins      | 1 episódio   |
| 2001      | Any Day Now                          |                   | Richie West         | 2 episódios  |
| 2001      | Special Unit 2                       |                   | Brace Kendall       | 1 episódio   |
| 2003      | Dragnet                              |                   | Assistant DA Hansen | 1 episódio   |
| 2003      | The District                         |                   | Frank Sullivan      | 1 episódio   |
| 2004      | Malcolm in the Middle                | Malcolm           | Private Cooper      | 1 episódio   |
| 2007      | Bones                                | Bones             | Mark Naylor         | 1 episódio   |
| 2009      | In Gayle We Trust                    |                   | Mark Bronson        | 1 episódio   |
| 2009      | Dexter                               | Dexter            | Detective           | 1 episódio   |
| 2010      | Private Practice                     |                   | Matthew Cole        | 1 episódio   |

### Filmes
| Ano  | Titulo                                               | Título no Brasil | Papel                             | Formato             |
| ---- | ---------------------------------------------------- | ---------------- | --------------------------------- | ------------------- |
| 1996 | Sunset Park                                          |                  | Coney Island Player               | Longa-metragem      |
| 1997 | Breakdown (1997)                                     |                  | Sem nome                          | Curta-metragem      |
| 1999 | Pretty Boy                                           |                  | Pretty Boy                        | Curta-metragem      |
| 2000 | What's Cooking?                                      |                  | Michael Williams                  | Longa-metragem      |
| 2000 | Rhapsody                                             |                  | Tony Spencer                      | Longa-metragem (TV) |
| 2002 | Final Breakdown                                      |                  | Marcus (Co-produtor e Roteirista) | Longa-metragem      |
| 2002 | Book of Love: The Definitive Reason Why Men Are Dogs |                  | Will Hart (Produtor)              | Longa-metragem (TV) |
| 2006 | Whirlygirl                                           |                  | Checkpoint Guard                  | Longa-metragem      |
| 2008 | Weather Girls                                        |                  | Joe Trainer                       | Curta-metragem      |

## Produção e Roteiro

### Produção
| Ano  | Título                                               | Título no Brasil | Personagem                        | Formato        |
| ---- | ---------------------------------------------------- | ---------------- | --------------------------------- | -------------- |
| 2002 | Final Breakdown                                      |                  | Marcus (Co-produtor e Roteirista) | Longa-Metragem |
| 2002 | Book of Love: The Definitive Reason Why Men Are Dogs |                  | Will Hart (Produtor)              | Longa-metragem |
| 2006 | The Package                                          |                  | (Produtor)                        | Curta-Metragem |

### Roteiro
| Ano  | Título          | Título no Brasil | Personagem                        | Formato        |
| ---- | --------------- | ---------------- | --------------------------------- | -------------- |
| 2002 | Final Breakdown |                  | Marcus (Co-produtor e Roteirista) | Longa-Metragem |